# Парк культури (станція метро, Сокольницька лінія)
55°44′08″ пн. ш. 37°35′38″ сх. д. / 55.73556° пн. ш. 37.59389° сх. д.
Парк культури  (рос. Парк культуры) — станція Сокольницької лінії Московського метрополітену. Розташована між станціями «Кропоткінська» та «Фрунзенська», на території району «Хамовники» Центрального адміністративного округу Москви.

## Історія
Станція відкрита 15 травня 1935, у складі першої пускової черги Московського метрополітену — «Сокольники» — «Парк культури» з відгалуженням «Охотний ряд» — «Смоленська» .
Проектні назви — «Кримська», «Кримська площа». Одна з трьох перших кінцевих станцій в історії Московського метрополітену (поряд зі станціями «Сокіольники» та «Смоленська»).
Не зберігся до наших днів південний вестибюль— був перебудований у 1949 (роботи Г. Т. Крутікова і В. С. Попова), в його обробці були використані білий і сірий мармур, полірований дуб. На його місці побудований загальний вестибюль зі станцією «Парк культури» Кільцевої лінії.

## Вестибюлі
Станція має два наземних вестибюля. Через північний, прикрашений мозаїчним панно з зображенням Максима Горького, можна вийти на вулицю Остоженка, через південний (спільний із однойменною станцією Кільцевої лінії) — на Комсомольський проспект і Зубовський бульвар.

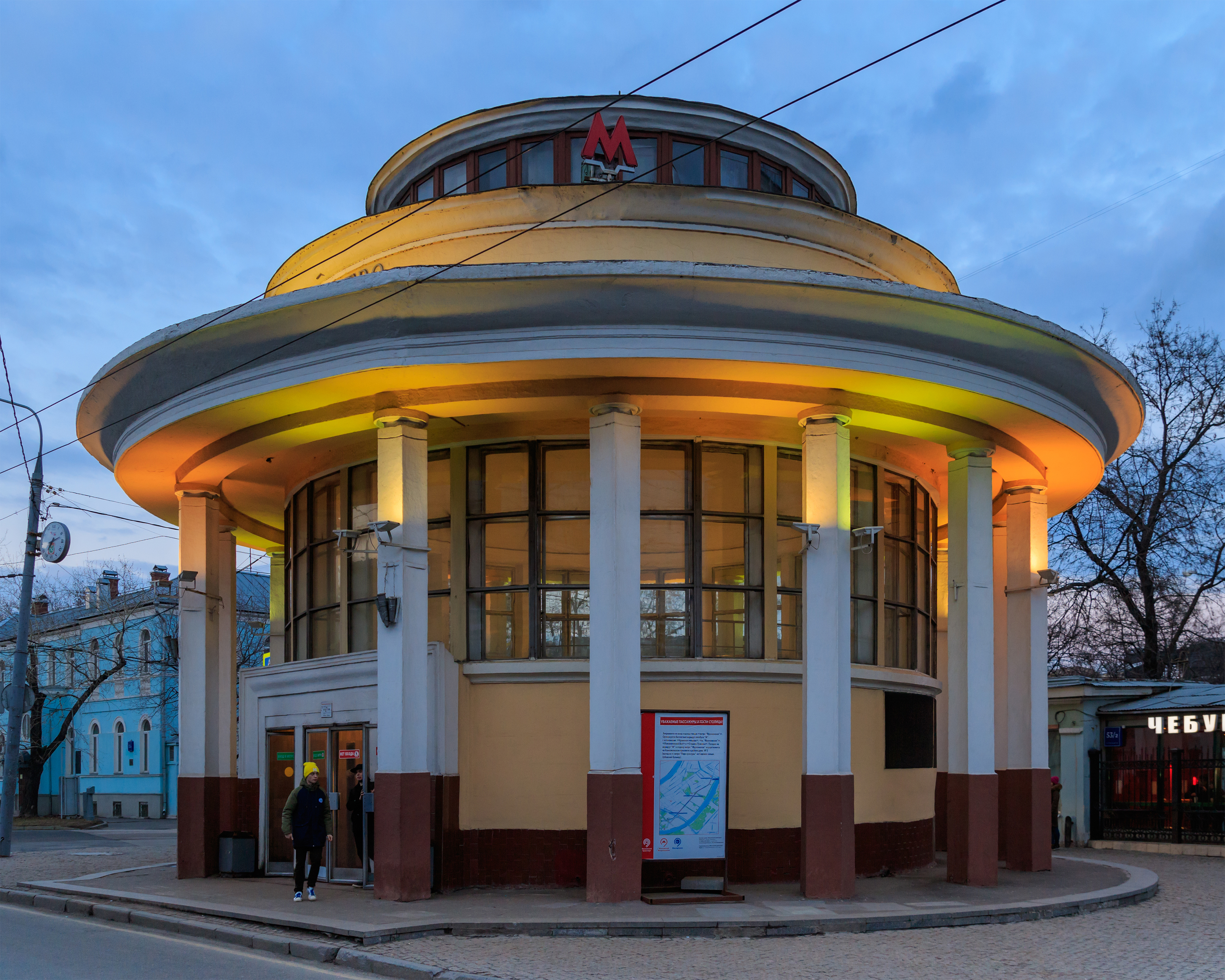
Північний вестибюль. 2016
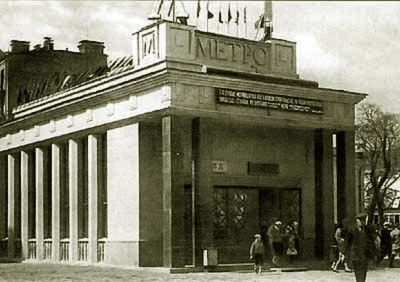
Не зберігшийся південний вестибюль. Фотографія приблизно 1935 — 1939

## Пересадки
- Метростанція  Парк культури
- Автобуси: м5, 138, 379, с910, Б

## Технічна характеристика
Конструкція станції  — колонна трипрогінна мілкого закладення (глибина закладення — 10,5 м, з однією прямою острівною платформою. На станції два ряди по 23 колони з кроком 7 м.

## Колійний розвиток

Колійний розвиток станції Парк культури

Станція з колійним розвитком — 6 стрілочних переводів, перехресний з'їзд і 2 станційних колії для обороту та відстою рухомого складу.

## Оздоблення

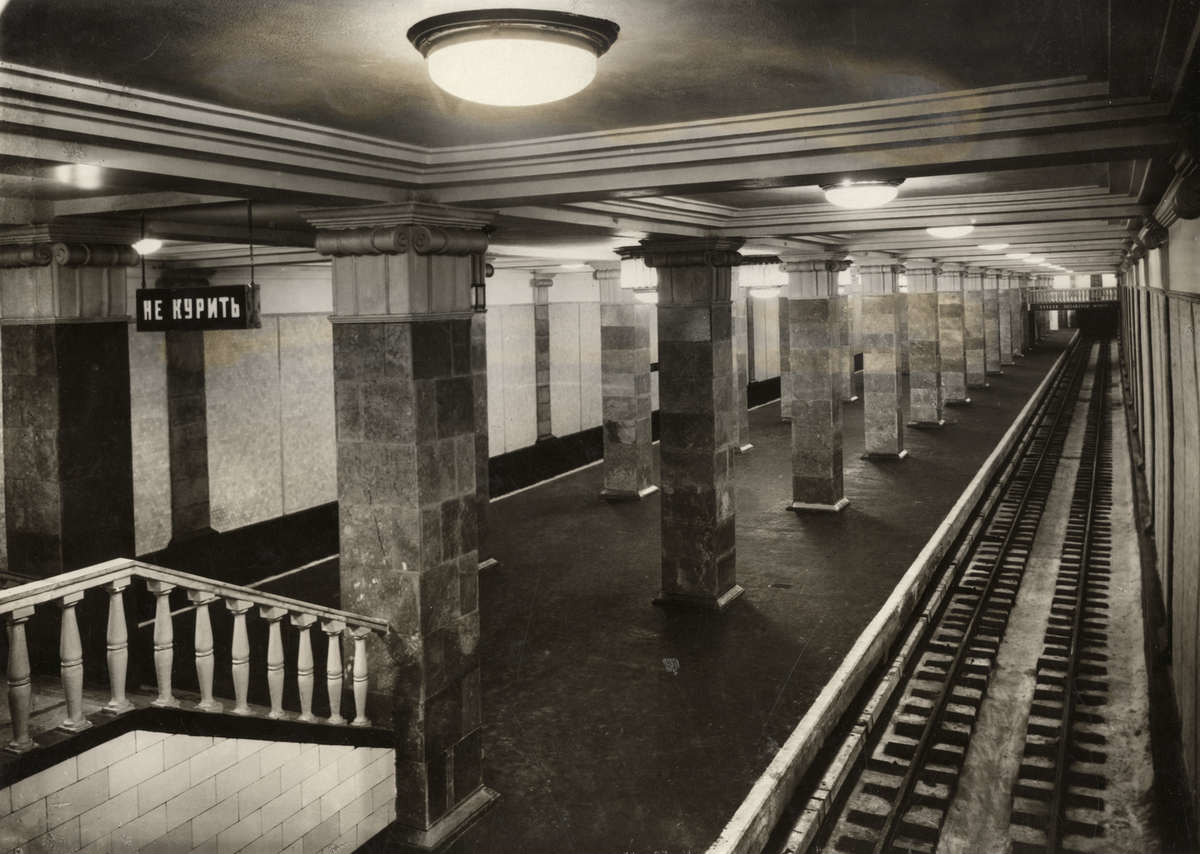
Станція у 1935. Освітлення здійснювалося напівсферичними світильниками, покриття підлоги — асфальт.

Квадратні в перерізі колони покриті жовто-коричневим мармуроподібним вапняком. Підлога викладена чорним гранітом (спочатку покриття було асфальтовим). Колійні стіни оздоблені білою керамічною плиткою. В обробці використані також білий і сірий мармур, червона метласька плитка. Станція освітлюється люмінесцентними лампами, розташованими по центру залу (до 1960-х років на місці нинішніх світильників були оригінальні люстри, а над коліями розташовувалися напівкруглі світильники, які зникли разом з люстрами).

## Теракти, 2010
29 березня 2010 року на станції «Парк культури» стався вибух за півгодини після вибуху на станції метро «Луб'янка». Під час вибухів загинуло 38 осіб, а також понад 50 людей госпіталізовано.
Уряд Москви виділив 50 автобусів для доставки пасажирів. 20 автобусів курсують від станції метро «Спортивна» до метро «Комсомольська», 30 — від метро «Комсомольська» до «Спортивної». До ліквідації наслідків вибухів у Московському метро залучені 387 осіб і 180 одиниць техніки, у тому числі від МНС Росії — 207 людей і 59 одиниць техніки.

## Ресурси Інтернету
- «Парк культури» на сайтs metro.molot.ru [Архівовано 19 грудня 2012 у Wayback Machine.](рос.)
- «Парк культури» на офіційному сайті Московського метрополітену [Архівовано 18 липня 2012 у Archive.is](рос.)
- «Парк культури» у програмі «Подземка» на Радио801[недоступне посилання з липня 2019](рос.)
- «Парк Культури» на сайті news.metro.ru [Архівовано 17 липня 2012 у Wayback Machine.](рос.)
- План-схема станції(рос.)
- «Парк культури» на сайті KartaMetro.info(рос.)
- «Парк культури» на Яндекс. Картах.(рос.)

| Попередня станція | Лінія | Лінія              | Лінія | Наступна станція |
| ----------------- | ----- | ------------------ | ----- | ---------------- |
| Кропоткінська     |       | Сокольницька лінія |       | Фрунзенська      |